# Crocodile
Crocodile är ett ljust lageröl från Krönleins. Den vanligaste varianten är Crocodile Export Lager som har en alkoholhalt av 5,2 %. Detta öl, som bryggs enbart med aromahumle, vann Öl-VM i klassen lageröl 1990. Crocodile finns även i varianter med 2,8% och 3,5% alkoholhalt.